# Syzygium fergusonii
Syzygium fergusonii là một loài thực vật có hoa trong Họ Đào kim nương. Loài này được (Trimen) Gamble miêu tả khoa học đầu tiên năm 1920.